# Apterostigma gibbum
Apterostigma gibbum é uma espécie de inseto do gênero Apterostigma, pertencente à família Formicidae.